# 2314 Field
2314 Field eller 1977 VD är en asteroid i huvudbältet som upptäcktes den 12 november 1977 av Harvard College Observatory. Den är uppkallad efter astrofysikern George B. Field.
Asteroiden har en diameter på ungefär 3 kilometer.